# Tanytrachelos ahynis
Il tanitrachelo (Tanytrachelos ahynis) è un rettile diapside estinto, vissuto nel Triassico superiore (circa 220 milioni di anni fa), appartenente all'ordine dei protorosauri (Protorosauria). I suoi resti sono stati ritrovati in Nordamerica.

## Collo allungato
Lungo meno di un metro, questo animale era dotato di un collo molto allungato, sulla cui estremità era posizionata la testa corta e di forma più o meno triangolare. Le zampe posteriori erano più lunghe di quelle anteriori, ma la locomozione del tanitrachelo doveva essere in ogni caso quadrupede. Si pensa che questo animale fosse semiacquatico e che cacciasse piccole prede (come invertebrati e forse piccoli pesci). Resti parziali del tanitrachelo sono stati rinvenuti negli Stati Uniti orientali e in quelli occidentali, in particolare nella Foresta Pietrificata in Arizona. Un animale strettamente imparentato è l'europeo tanistrofeo (Tanystropheus).